# Torre do Álamo
A Torre do Álamo, Torre de Camões ou Torre de Camões, aqueduto e tanque anexos, é uma torre-atalaia posteriormente utilizada como residência senhorial situada na Herdade do Álamo, freguesia de Casa Branca, no Município de Sousel, distrito de Portalegre, em Portugal.
Está classificada como Monumento de Interesse Público desde 2016.
Encontra-se numa propriedade privada e em adiantado estado de degradação. A sua arquitectura mostra ser dos finais do séc. XV, já com influências renascentistas, visíveis nas paredes interiores.
Pela sua altura, pela sua localização e pelo seu aspecto, parece ter sido um edifício com funções militares, do tipo atalaia, que permitiria uma melhor comunicação entre Avis e Estremoz, importantes centros militares.
A herdade onde está situada pertenceu, durante várias gerações, a uma família de apelido Peres, que se julga ter sido da própria família de Camões, daí vindo a tradição popular que designa a referida torre como Torre de Camões.
Existe também uma lenda que diz que foi nesta torre que esteve preso durante algum tempo Luís Vaz Peres de Camões, cúmplice de João I de Castela (na época da Batalha dos Atoleiros).
Tem várias arquitecturas sobrepostas e não se sabe ao certo a sua época histórica.